# 팔각모 사나이
팔각모 사나이는 대한민국 해병대의 군가이다. '나가자 해병대'와 더불어 해병대에서 가장 많이 부르는 군가이다.

## 같이 보기
- 대한민국 해병대
- 군가